# Melanopolia gripha
Melanopolia gripha är en skalbaggsart som först beskrevs av Jordan 1894.  Melanopolia gripha ingår i släktet Melanopolia och familjen långhorningar.
Artens utbredningsområde är Gabon. Inga underarter finns listade i Catalogue of Life.